# Рейс (фільм)
«Рейс» (англ. Plane) — художній фільм режисера Жан-Франсуа Ріше. Екранізація роману «The Plane» Чарльза Каммінга. У головних ролях Джерард Батлер, Майк Колтер, Даніелла Пінеда, Келлі Гейл та Йосон Ан.
Прем'єра фільму відбулася 13 січня 2023 року у США. Картина отримала загалом позитивні відгуки критиків.

## Сюжет
Пілоту Броді Торрансу вдається успішно посадити ушкоджений штормом літак на ворожій території. Невдовзі з'ясовується, що вцілілим загрожують войовничі пірати, які хочуть захопити літак та його пасажирів у заручники. Поки йдуть пошуки зниклого літака, Броді має захистити своїх пасажирів, доки не прибуде допомога.

## В ролях
- Джерард Батлер — Броді Торранс.
- Майк Колтер — Луї Гаспар
- Даніелла Пінеда — Бонні, стюардеса
- Келлі Гейл — Кеті.
- Йосон Ан[en] — офіцер Деле
- Ремі Аделеке — Шеллбек
- Тоні Голдуїн — Скарсдейл
- Пол Бен-Віктор — Террі Хемптон
- Еван Дейн Тейлор — Дату Юнмар

## Виробництво
13 липня 2016 року кінокомпанія MadRiver Pictures придбала права на екранізацію роману The Plane, письменника Чарльза Каммінга, продюсерами майбутнього фільму виступили Марк Бутан, Лоренцо ді Бонавентура та Марк Ваградян з кінокомпанії Di Bonaventura Pictures. У жовтні 2019 року до акторського складу приєднався Джерард Батлер, який також виступить продюсером разом з Аланом Сігелом.
У листопаді 2019 року кінокомпанія Lionsgate Films придбала права на поширення фільму, але в листопаді 2020 року відмовилася від проекту після того, як не отримала виробничу страховку, яка б покрила ризики викликані пандемією COVID-19, оскільки студія не хотіла ризикувати фільмом із бюджетом у 50 мільйонів доларів, і тоді права на фільм придбала кінокомпанія Solstice Studios. Однак у травні 2021 року Lionsgate повернула собі права на фільм, що Андреас Уайзман із Deadline Hollywood назвав «випадком гучного голлівудського волейболу».
У серпні 2021 року до акторського складу приєдналися Келлі Гейл, Майк Колтер, Даніелла Пінеда, Йосон Ан, Ремі Аделеке та Олівер Тревена. Виробництво фільму почалося того ж місяця в Пуерто-Рико. У своєму подкасті Колтер сказав, що фільм буде більше зосереджений на розвитку персонажів, ніж на екшн сценах.